# 温宿府
温宿府，中国清朝末年设置的府。
光绪二十八年（1902年）升温宿州置，治所在今阿克苏市。辖境相当今新疆维吾尔自治区阿克苏、阿瓦提、阿拉尔、温宿、拜城等市县。1913年废，以旧府治地置阿克苏县。